# Scharrachbergheim-Irmstett

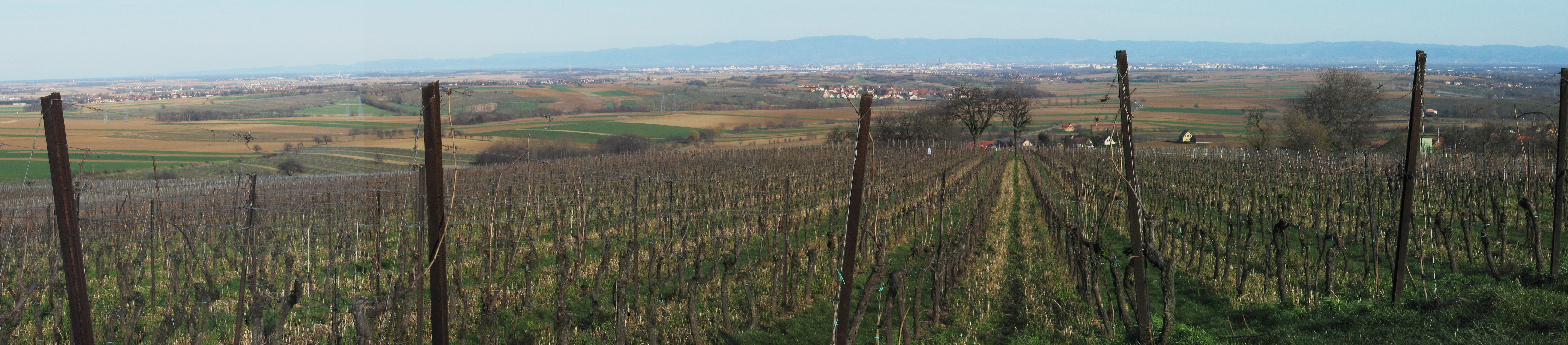
Vista de la Plana de Alsacia desde los viñedos de Scharrachbergheim.

Scharrachbergheim-Irmstett es una localidad y comuna francesa, situada en el departamento de Bajo Rin en la región de Alsacia. 

## Demografía
| 620 | 660 | 632 | 854 | 1 001 | 992 |
| Para los censos de 1962 a 1999 la población legal corresponde a la población sin duplicidades (Fuente: INSEE [Consultar]) |     |     |     |       |     |

## Patrimonio
- Iglesia de Saint Jean Baptiste, siglo XIX
- Iglesia protestante
- Castillo (siglo XV -siglo XIX),
- Castillo de Scharrach
- Casa de postas del 1759
- crucero de las 5 llagas

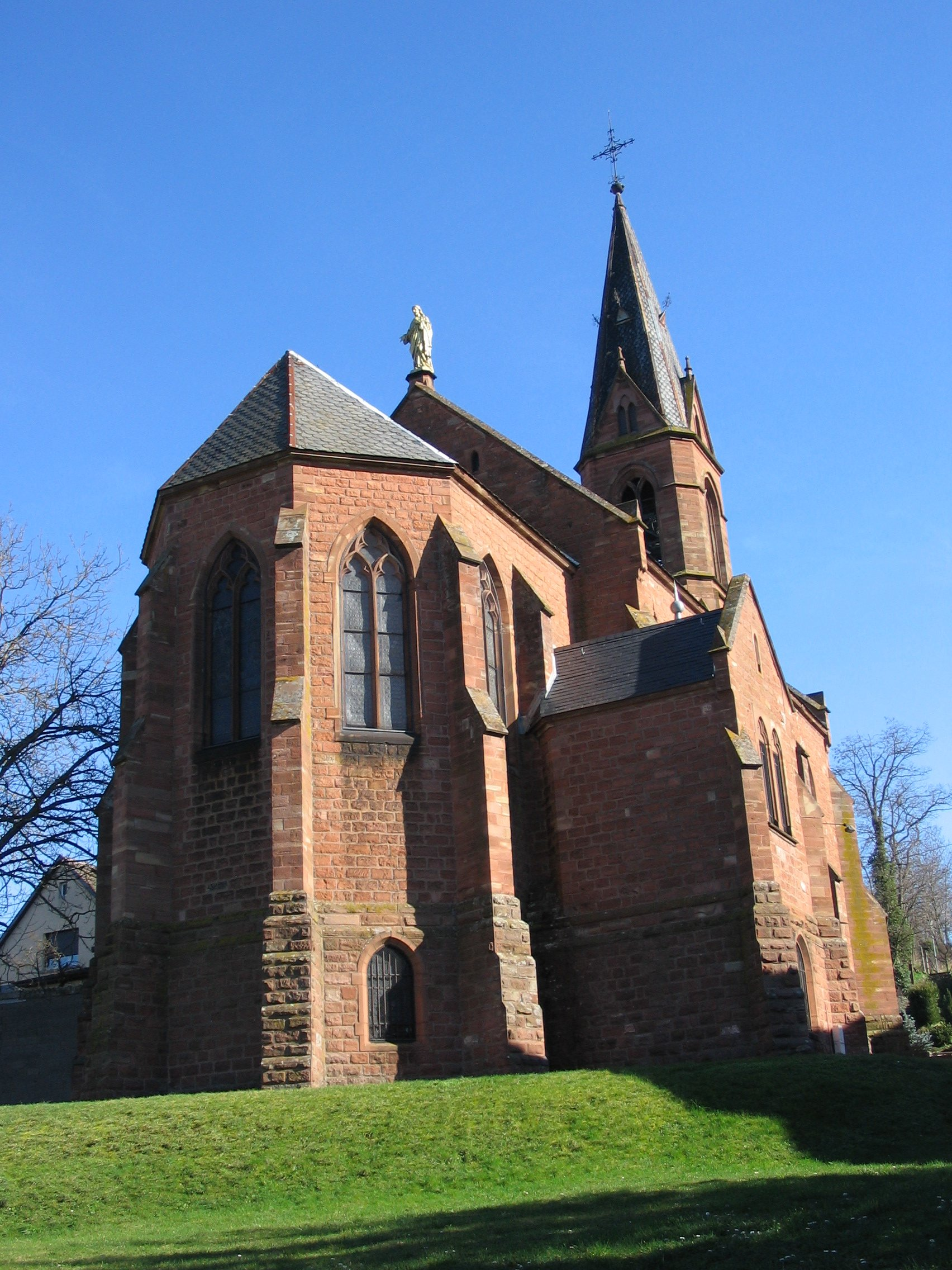
Iglesia de St Jean Baptiste
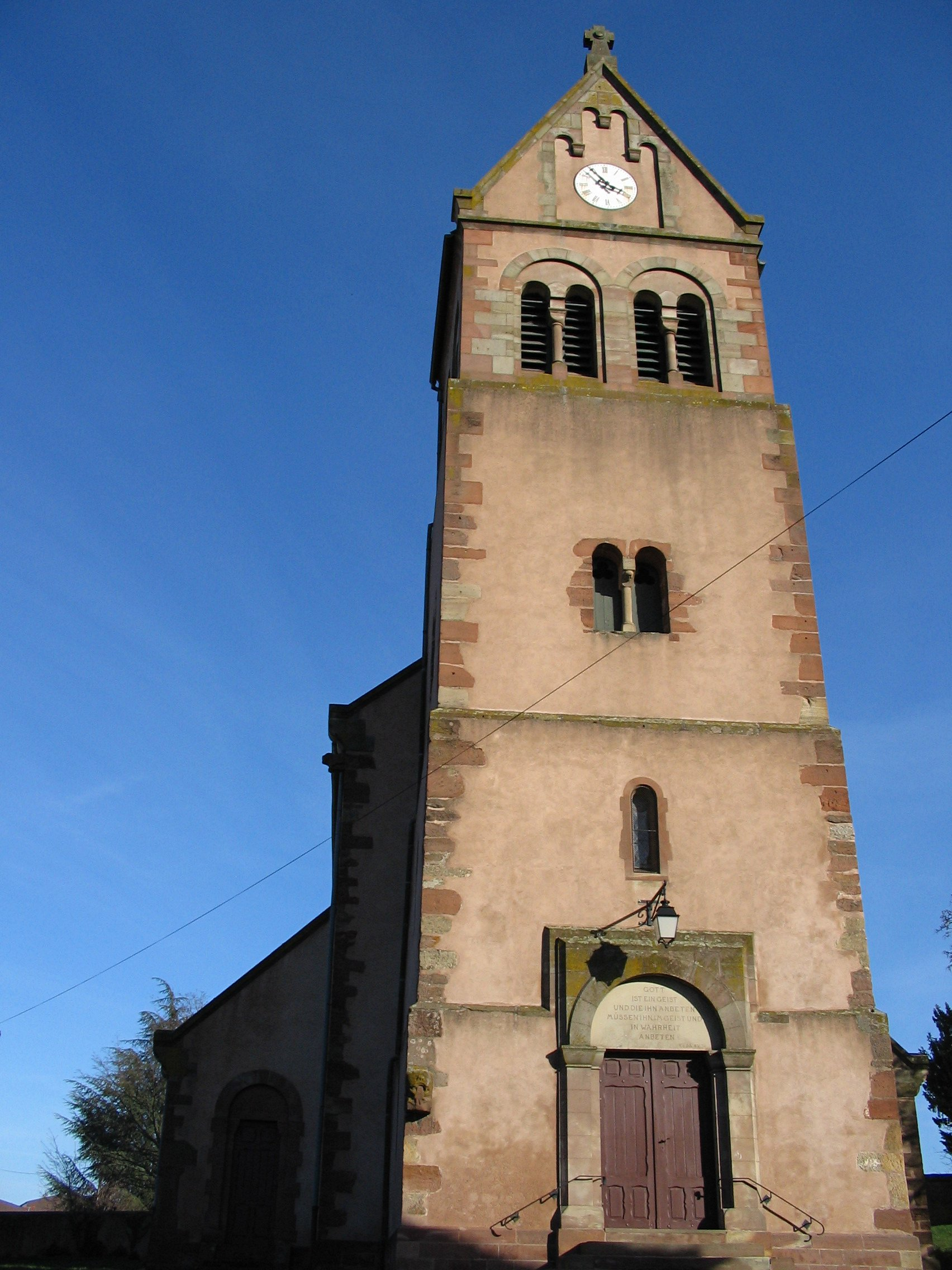
Templo protestante

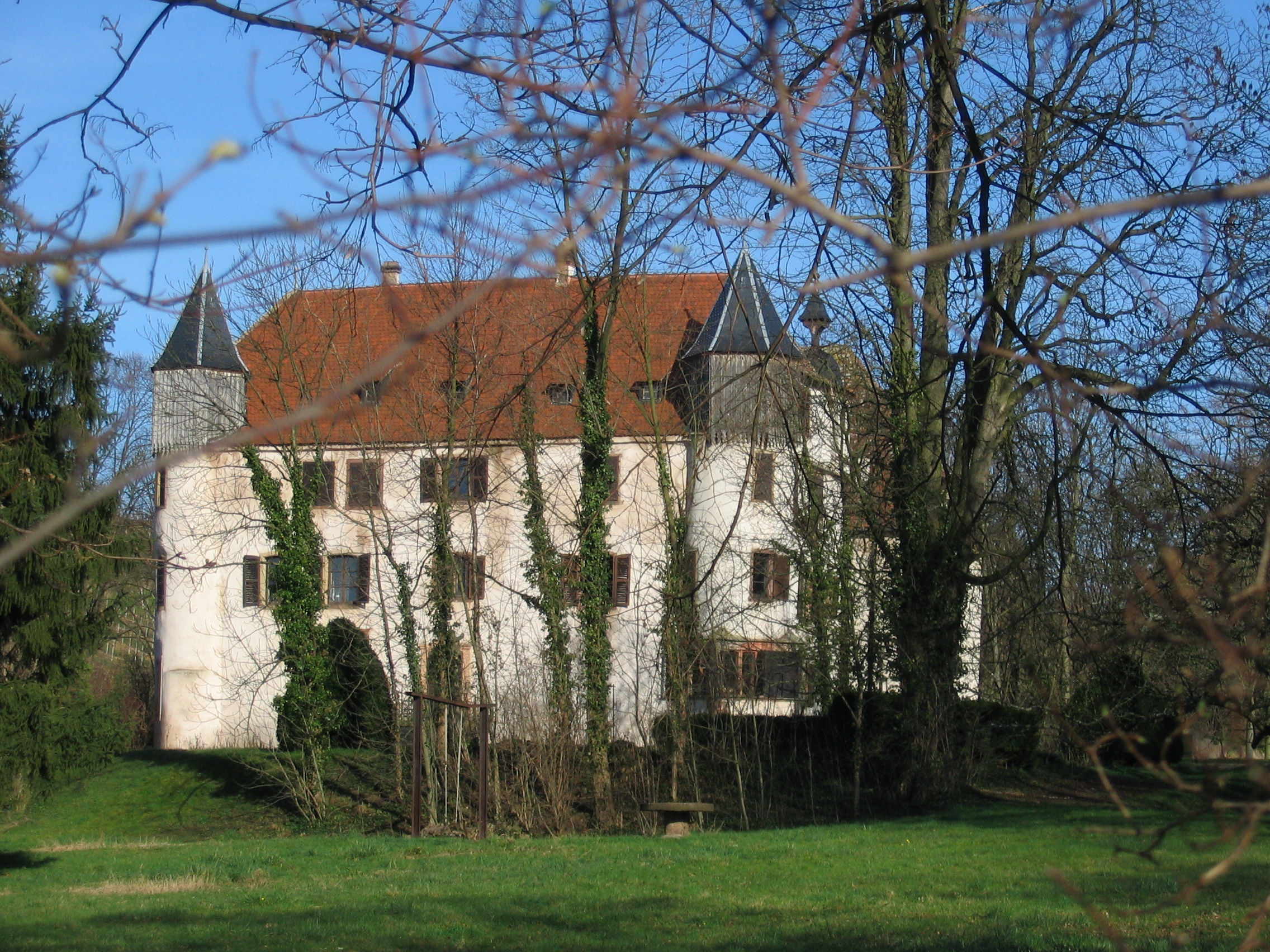
Castillo de Scharrachbergheim
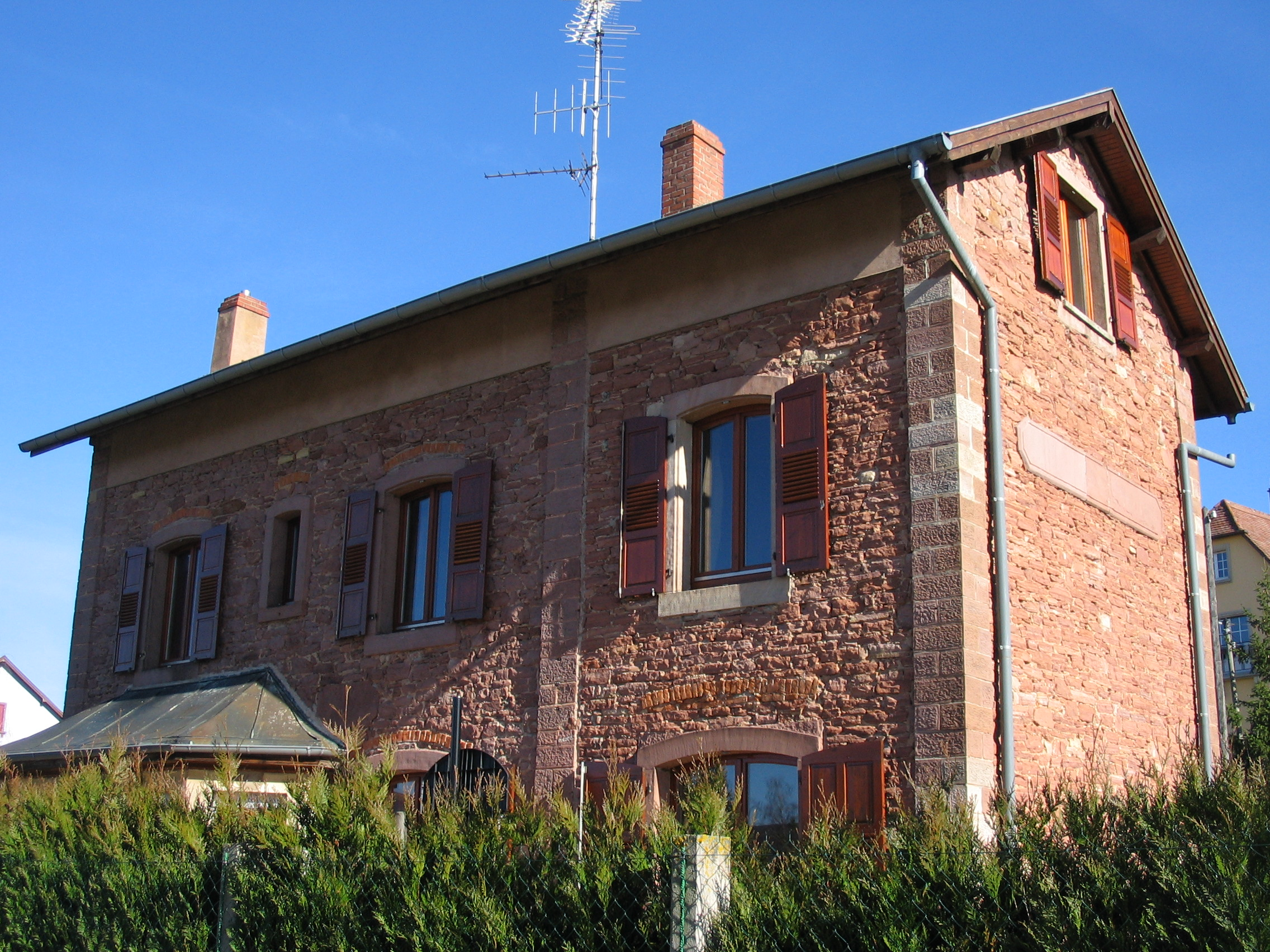
Antigua estación